# 11588 Gottfriedkeller
A 11588 Gottfriedkeller (ideiglenes jelöléssel 1994 UZ12) a Naprendszer kisbolygóövében található aszteroida. Freimut Börngen fedezte fel 1994. október 28-án.
Nevét Gottfried Keller (1819 – 1890) svájci német realista író után kapta.